# Septante disciples

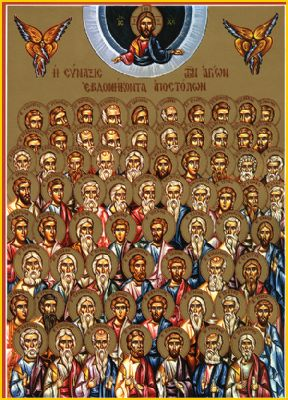
Icône représentant les septante disciples.

Les septante disciples (grec ancien : οἱ ἑβδομήκοντα Μαθηταί, hoi hebdomḗkonta mathētaí), parfois dénombrés soixante-douze, étaient les disciples de Jésus mentionnés dans l'Évangile selon Luc (X: 1-24). Selon ce texte, le seul du canon où ils apparaissent, Jésus les choisit et les dépêcha par groupes de deux vers différentes régions pour annoncer l'Évangile. La tradition chrétienne occidentale les désigne le plus souvent sous le nom de « disciples » tandis que les chrétiens orientaux les appellent volontiers « apôtres ». Si l'on se réfère au lexique grec, un « apôtre » est celui que l'on envoie en mission tandis qu’un « disciple » est un élève : les deux traditions s’opposent donc sur la portée du mot « apôtre ». Il existe plusieurs listes antiques, comportant plus ou moins d'informations et présentant certaines différences.

## Origine
Le passage de l'Évangile selon Luc, chap. X, donne :
1. Après cela, le Seigneur en désigna encore 70 autres, et il les envoya devant lui, deux à deux, en toute ville et endroit où lui-même devait aller.
2. Il leur disait : « La moisson est grande, mais les ouvriers sont en petit nombre. Priez donc le maître de la moisson d'envoyer des ouvriers à sa moisson.
3. Allez : voici que je vous envoie comme des agneaux au milieu des loups.
4. Ne portez ni bourse, ni besace, ni sandales, et ne saluez personne en chemin.
5. En quelque maison que vous entriez, dites d'abord : Paix à cette maison !
6. Et s'il y a là un fils de paix, votre paix reposera sur lui ; sinon, elle reviendra sur vous.
7. Demeurez dans cette maison, mangeant et buvant de ce qu'il y aura chez eux, car l'ouvrier mérite son salaire. Ne passez pas de maison en maison.
8. Et en quelque ville que vous entriez et qu'on vous reçoive, mangez ce qui vous sera servi ;
9. Guérissez les malades qui s'y trouveront, et dites-leur : Le royaume de Dieu est proche de vous.
10. Et en quelque ville que vous entriez et qu'on ne vous reçoive pas, allez sur les places publiques et dites :
11. La poussière même de votre ville, qui s'est attachée à nos pieds, nous l'essuyons contre vous ; sachez cependant ceci, que le royaume de Dieu est proche.
12. Je vous le dis : il y aura, en ce jour-là, moins de rigueur pour Sodome que pour cette ville.
13. Malheur à toi, Corozaïn ! Malheur à toi, Bethsaïde ! Car si les miracles qui ont été faits au milieu de vous, avaient été faits dans Tyr et Sidon, il y a longtemps qu'elles auraient fait pénitence, assises avec le sac et la cendre.
14. Aussi bien, il y aura, au jugement, moins de rigueur pour Tyr et Sidon que pour vous.
15. Et toi, Capharnaüm, est-ce que tu seras élevée jusqu'au ciel ? Tu seras abaissée jusqu'aux enfers.
16. Celui qui vous écoute m'écoute, et celui qui vous rejette me rejette ; or celui qui me rejette, rejette celui qui m'a envoyé. »
17. Les 70 revinrent tout joyeux, disant : « Seigneur, même les démons nous sont soumis par votre nom. »
18. Il leur dit : « Je voyais Satan qui tombait du ciel comme un éclair.
19. Voici que je vous ai donné le pouvoir de marcher sur les serpents et les scorpions, (le pouvoir) aussi sur toute la puissance de l'ennemi, et rien ne pourra vous nuire.
20. Du reste, ne vous réjouissez pas de ce que les esprits vous sont soumis, mais réjouissez-vous de ce que vos noms sont écrits dans les cieux. »

## Analyse
C'est là la seule mention de ce groupe dans le Nouveau Testament. L'effectif est de 70 dans les manuscrits de la tradition d'Alexandrie (comme le Codex Sinaiticus) et la tradition de Césarée mais de 72 dans quelques codex de tradition alexandrine et occidentale. Le concept renvoie peut-être aux 70 nations de la Genèse ou aux autres listes de 70 noms que l'on trouve dans la Bible, ou même aux 72 traducteurs de la Bible des Septante nommés dans la Lettre d'Aristée. Pour son édition de la Vulgate, Jérôme a retenu le nombre de 72.
L’Évangile selon Luc est le seul des Évangiles synoptiques à relater deux épisodes dans lesquels Jésus dépêche ses disciples en mission. La première occasion (Luc IX:1-6) suit de près la mission évoquée dans l’Évangile selon Marc VI:6b-13, qui cependant ne parle que des douze apôtres, et non de 70 fidèles, bien que les détails donnés soient identiques. Ce parallèle (voir aussi Matthieu IX:35, et X:1,7-11) suggère une origine commune à rechercher dans la Source Q.
Ce qui est annoncé aux Septante(-deux) en Luc X:4 est d'ailleurs repris au passage dans l'annonce aux apôtres en Luc XXII:35 :

« Et il leur dit, « Lorsque je vous ai envoyés sans bourse ni chaussures, avez-vous manqué de quelque chose ? » Ils dirent: « De rien. » »

## Célébrations
Les septante disciples sont fêtés, ensemble, par les Églises chrétiennes le 4 janvier.
Chacun des septante disciples est également fêté, séparément, à une autre date dans l'année liturgique.

## Nomenclature des Septante

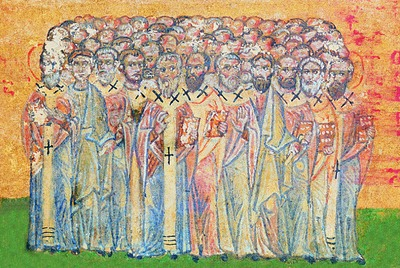
Les Septante, manuscrit du XVe siècle.

La tradition orthodoxe énumérant les Septante dont « les noms sont inscrits dans les cieux » est associée à un évêque de la fin du IIIe siècle, Dorothée de Tyr, qui n'est connu que par cette nomenclature, et à qui l'on attribue un récit du ministère des Septante, qu'on ne connaît que par une copie du VIIIe siècle. Les noms des disciples sont donnés par différentes listes : le Chronicon Paschale, et celle du Pseudo-Dorothée (imprimés dans la Patrologia Graeca du père Migne, vol. XCII, p. 521-524 ; p. 543-545 ; p. 1061-1065).
Eusèbe affirme expressément qu'il n'existe aucune liste des disciples à son époque, et ne mentionne parmi les disciples que Barnabas, Sosthène (en), Céphas (en), Matthias, Thaddée et Jacques frère du Seigneur. Eusèbe de Césarée ne semble donc connaître ni la liste de Dorothée de Tyr, ni celle d'Hippolyte de Rome. Il rapporte aussi un propos de Clément d'Alexandrie selon lequel le Céphas auquel Paul de Tarse a « résisté en face » ne serait pas l'apôtre Pierre, mais le disciple homonyme appelé Céphas et membre des 70. Ce point de vue est rejeté par la quasi-totalité des critiques.
La plupart des noms cités dans la liste des Septante sont identifiables grâce à leur titre. Il existe quelques différences selon les listes. Dans ces listes, Luc l’évangéliste compte au nombre des Septante. La nomenclature suivante est le canon généralement reçu.
1. Jacques frère du Seigneur, auteur présomptif de l'Épître de Jacques, et premier évêque de Jérusalem
2. Marc, auteur de l'Évangile selon Marc et évêque d’Alexandrie
3. Luc, auteur de l'Évangile selon Luc
4. Clopas
5. Siméon, fils de Clopas, 2e évêque de Jérusalem
6. Barnabé, lévite ayant une résidence à Chypre
7. Juste ou Justus, évêque de Beth Guvrin (appelée Éleuthéropolis au IIe ou IIIe siècle)
8. Thaddée d'Édesse, aussi appelé saint Addaï
9. Ananias, évêque de Damas
10. Étienne, un des Sept diacres, et le premier martyr
11. Philippe, un des Sept diacres, évêque de Tralles en Lydie
12. Prochore, un des Sept diacres, évêque de Nicomédie en Bithynie
13. Nicanor, un des Sept diacres
14. Timon, un des Sept diacres
15. Parménas, un des Sept diacres
16. Timothée, évêque d’Éphèse
17. Tite, évêque de Crète
18. Philémon, évêque de Gaza
19. Onésime (distinct du personnage homonyme Onésime mentionné dans l’Épître à Philémon)
20. Épaphras, évêque de Colosses
21. Archippe
22. Silas, évêque de Corinthe
23. Sylvanus, disciple de Paul de Tarse, cité[4] en 2Co 1,19
24. Crescent, évêque de Vienne (Isère)
25. Crispus (en), évêque de Chalcédoine en Galilée
26. Epenetus (en), évêque de Carthage
27. Andronique, évêque de Pannonie
28. Stachys, évêque de Byzance
29. Amplias (en) ou Ampliatus (en), évêque d’Odessos ; fêté le 31 octobre[5]
30. Urbain (en), évêque de Macédoine
31. Narcisse (en), évêque d’Athènes
32. Apelles (en), évêque d’Héraklion
33. Aristobule, évêque de Britannia (Grande-Bretagne)
34. Hérodion, évêque de Patras
35. Agabus le Prophète
36. Rufus (en)[6], évêque de Thèbes, identifié à Rufus (en)[7] fils de Simon de Cyrène
37. Asyncritus (en), évêque d’Hyrcanie
38. Phlégon (en), évêque de Marathon
39. Hermès, évêque de Philippopolis et auteur du Pasteur d'Hermas
40. Patrobas, évêque de Puteoli
41. Hermas (en), évêque de Dalmatie
42. Lin, évêque de Rome
43. Gaius (en), évêque d’Éphèse
44. Philologue (en), évêque de Sinope
45. Lucius de Cyrène, évêque de Laodicée en Syrie
46. Jason, évêque de Tarse
47. Sosipater, premier évêque d’Iconium
48. Olympas, évêque de Philippes
49. Tertios, qui transcrivit l’Épître aux Romains et deuxième évêque d’Iconium
50. Éraste, évêque de Paneas
51. Quartus, évêque de Berytus
52. Évode, évêque d’Antioche
53. Onésiphore, évêque de Colophon et de Coronée
54. Clément (en), évêque de Sardes
55. Sosthène (en), évêque de Colophon
56. Apollos, évêque de Césarée de Cappadoce
57. Tychique, évêque de Colophon
58. Épaphrodite ; fêté le 22 mars
59. Carpus (en), évêque de Béroia en Thrace
60. Quadratus
61. Marc, surnommé Jean , évêque de Byblos (fréquemment identifié à Marc l’évangéliste)[8]
62. Zénas le juge (en), évêque de Diospolis
63. Aristarque, évêque d’Apamée en Syrie
64. Pudens
65. Trophime d'Éphèse
66. Marc, cousin de Barnabé, évêque d’Apollonie
67. Artémas, évêque de Lystre
68. Aquila
69. Fortunat
70. Achaïcus

## Tradition orthodoxe
« Il existe des divergences et des erreurs dans certaines listes des soixante-dix apôtres. Dans une liste attribuée à St Dorothée de Tyr (5 Juin), certains noms sont repris (Rodion ou Hérodion de Patras, Apollos de Césarée de Cappadoce, Tychique, Aristarque), tandis que d'autres sont omis (Timothy, Titus, Épaphras, Archippe, Aquila, Olympas). St Démétrius de Rostov a consulté l'Ecriture Sainte, les traditions transmises par les Pères et les récits des historiens dignes de confiance quand il a tenté de corriger les erreurs et les incertitudes dans la liste dans la compilation de son recueil de Vies des Saints. »
« Au IXe siècle St Joseph l'Hymnographe a composé le Canon pour le Synaxis des soixante-dix apôtres du Christ. » La liste de la tradition orthodoxe est donc la suivante (les indications entre crochets "[ ]" proviennent de la liste attribuée à Hippolyte de Rome) :
1. Jacques frère du Seigneur [« évêque de Jérusalem[10] »] (23 octobre) (auteur présomptif de l'Épître de Jacques) ;
2. Marc l'évangéliste [« évêque d’Alexandrie[10] »] (25 avril) (auteur de l'Évangile selon Marc);
3. Luc l'évangéliste (18 octobre) (auteur traditionnel de l'Évangile selon Luc qui a eu plusieurs auteurs) ;
4. Cleopas (30 octobre), « frère de Joseph le fiancé[9] » (de Marie), et
5. Siméon, fils de Cleopas [« évêque de Jérusalem[10] »] (27 avril) ;
6. Barnabas [« évêque de Milan[10] »] (11 juin);
7. Joses, ou Joseph, nommé Barsabas ou Justus (30 octobre) (évêque de Beth Guvrin, appelée Éleuthéropolis au IIe ou IIIe siècle);
8. Thaddeus (21 août) [« qui a transmis l'épître à Augarus[10] (Abgar V) »] (aussi appelé saint Addaï);
9. Ananias (1er octobre) [« qui a baptisé Paul, et fut évêque de Damas[10] »];
10. Étienne le diacre, premier martyr[10] (27 décembre);
11. Le diacre Philippe (11 octobre) [« qui a baptisé l'eunuque[10] »] (un des sept diacres, évêque de Tralles (Asie Mineure) légèrement à l'est d'Éphèse.);
12. Prochorus le diacre (28 juillet) [« évêque de Nicomédie (en Bithynie), qui était aussi le premier qui partit, onze croyants ensemble avec ses filles[10] »] (un des sept diacres);
13. Nicanor le Diacre (28 juillet et 28 décembre) (un des sept diacres);
14. Timon le diacre [« évêque de Bostra[10] »] (28 juillet et 30 décembre) (un des sept diacres);
15. Parménas, un des sept diacres [« évêque de Soli[10] »] (28 juillet);
16. Timothée, évêque d’Éphèse (22 janvier);
17. Titus ou Tite (25 août) (évêque de Crète);
18. Philémon (22 novembre et 19 février) (évêque de Gaza);
19. Onésime (15 février) (peut-être distinct du personnage homonyme Onésime mentionné dans l’Épître à Philémon), et
20. Épaphras (22 novembre et 19 février) (évêque de Colosses);
21. Archippus (22 novembre et 19 février);
22. Silas, Silvanus (30 juillet) (évêque de Corinthe), et
23. Crescent ou Criscus (évêque de Vienne (Isère));
24. Crispus (en) (30 juillet) (évêque de Chalcédoine en Galilée), et
25. Epaenetos (en) (30 juillet) (évêque de Carthage);
26. Andronique ou Andronicus (17 mai et 30 juillet) (évêque de Pannonie);
27. Stachys (évêque de Byzance);
28. Amplias (en) ou Ampliatus (en), évêque d’Odessa ; fêté le 31 octobre[5]
29. Urban (en) ou Urbain (en) (évêque de Macédoine);
30. Narcissus (en) ou Narcisse (en) (évêque d’Athènes);
31. Apelles (en) (31 octobre) (évêque d’Héraklion);
32. Aristobule (31 octobre et 16 mars) (évêque de Britannia (sud de l'île de Grande-Bretagne));
33. Hérodion ou Rodion (28 avril et 10 novembre) (évêque de Patras);
34. Agabus le Prophète;
35. Rufus (en)[6] (évêque de Thèbes), identifié à Rufus (en)[7] fils de Simon de Cyrène;
36. Asyncritus (en) (évêque d’Hyrcanie);
37. Phlégon (en) (8 avril) (évêque de Marathon);
38. Hermas (en), évêque de Dalmatie
39. Patrobas, évêque de Puteoli
40. Hermès (8 avril) (évêque de Philippopolis) et auteur du Pasteur d'Hermas;
41. Linus ou Lin (évêque de Rome);
42. Gaius (en) (évêque d’Éphèse);
43. Philologue (en) ou Philologus (en) (5 novembre) (évêque de Sinope);
44. Lucius ou Luc de Cyrène (10 septembre) (évêque de Laodicée en Syrie);
45. Jason (28 avril) (évêque de Tarse);
46. Sosipater (28 avril et 10 novembre) (évêque d’Iconium);
47. Olympas ou Olympanus (10 novembre);
48. Tertios ou Tertius, qui transcrivit l’Épître aux Romains (30 octobre et 30 novembre) (évêque d’Iconium);
49. Éraste (30 novembre) (évêque de Paneas appelée aussi Césarée de Philippe);
50. Quartus (10 novembre) (évêque de Berytus (Beyrouth));
51. Euodius (7 septembre) (évêque d’Antioche);
52. Onésiphore ou Onesiphorus(7 septembre et 8 décembre) (évêque de Cyrène);
53. Clément (en) (25 novembre) (évêque de Sardes);
54. Sosthène (en) (8 décembre) (évêque de Colophon);
55. Apollos (30 mars et 8 décembre) (évêque de Césarée de Cappadoce);
56. Tychique (8 décembre) (évêque de Colophon);
57. Épaphrodite ou Epaphroditus (fêté le 8 décembre dans la tradition orthodoxe et le 22 mars dans la tradition catholique);
58. Carpus (en) (26 mai) (évêque de Béroia en Thrace);
59. Quadratus (21 septembre);
60. Jean-Marc (27 septembre) (fréquemment identifié à Marc l’évangéliste), évêque de Byblos[8];
61. Zeno (en) ou Zénas le juge (en) (27 septembre) (évêque de Diospolis);
62. Aristarchus ou Aristarque (15 avril et 27 septembre) (évêque d’Apamée en Syrie);
63. Pudens (15 avril) et
64. Trophime d'Éphèse (15 avril);
65. Marc (en), évêque d’Apollonie (dans la tradition orthodoxe c'est lui qui est retenu pour être le neveu de Barnabé[9]);
66. Artémas (30 octobre) évêque de Lystre;
67. Aquila (8 juillet avec Priscille)
68. Fortunatus (15 juin) et
69. Achaïcus (4 janvier).

« Il y a deux autres apôtres appartenant aux soixante-dix: St Cephas, à qui le Seigneur est apparu après la résurrection (1 Cor. 15: 5-6), et Siméon, appelé Niger (Actes 13: 1). Ils ont également été glorifiés par la prédication apostolique. »

## Variantes diverses
- L’apôtre Matthias, qui prit la place de Judas Iscariote dans les rangs des Apôtres, est aussi fréquemment compté dans les Septante[11].

De même, certaines nomenclatures diffèrent légèrement de la précédente. Parmi les autres noms qu'on y trouve, figurent :
- un autre Étienne ;
- Rodion ;
- Céphas (en), évêque d’Iconium ;
- César (en), évêque de Dyrrhachium ;
- un autre Marc (en), évêque d’Apollonie ;
- un autre Tychique (en), évêque de Chalcédoine en Bithynie ;
- Manahen, docteur de l'Église d'Antioche.

Ils viennent d'ordinaire remplacer, selon les nomenclatures, Timothée, Tite, Archippe, Crescens, Olympas, Épaphrodite, Quadratus, Aquila, Fortunatus, et/ou Achaïcus.

### Nombre de disciples: 70 ou 72?
Certaines versions de la Bible différent sur le nombre de disciples dans ce passage de l'Évangile selon Luc (X:1-24). Dans certaines traductions le nombre de disciples est de 72, comme dans les versions internationales New International Version publiée par Biblica ; New American Standard Bible ; et la Bible de Jérusalem.
Origines et traduction :
Le mot grec hebdomekonta (εβδομηκοντα : numéro Strong 1440) a parfois été traduit par "septante" (70). Néanmoins, juste après ce mot se trouve le mot grec "duo" entre parenthèses (duo), traduit "deux". Des notes dans les nombreuses traductions indiquent que les manuscrits grecs sont divisés entre les nombres 70 ou 72, et il n'y a aucun moyen d'être sûr du nombre exact de disciples envoyés par Jésus.
Une question similaire existe dans les interprétations juives du nombre de familles originelles mentionnées au chapitre 10 du Bereshit (livre de la Genèse) : 70 noms sont mentionnés ; certains commentaires hébraïques traditionnels (comme le Sefer Ha Zohar) mentionnent que deux personnes seraient restées au camp. Pour des raisons liées à l'étude hébraïque du passé de Jésus-Christ et de certains textes juifs anoblissant le chiffre 7, il se peut que ce soit le nombre originel de disciples envoyés par Jésus.

### Variante de Solomon
Solomon, évêque nestorien de Bassorah au XIIIe siècle propose la liste suivante qui ne comporte que 32 noms :

« Les noms des Septante. Jacques, fils de Joseph; Simon fils de Clopas; Clopas son père ; Joses ; Simon ; Judas ; Barnabas; Manaé (?) ; Ananias, qui baptisa Paul; Céphas, qui précha à Antioche ; Joseph le sénateur ; Nicodème l’archonte ; Nathaniel, chef des scribes; le Juste, c'est-à-dire Joseph, appelé Barshabbâ; Silas; Juda ; Jean, surnommé Marc; Mnason, qui reçut Paul ; Manaël (Manahen), le frère de lait d’Hérode Antipas ; Simon dit le Noir qui pourrait être Simon de Cyrène ; Jason, qui est (cité) dans les Actes des Apôtres ; Rufus (en) ; Saint Alexandre ; Simon le Cyrénien, leur père ; Luc le Cyrénien; un autre Juda, qui est cité dans les Actes des Apôtres ; Juda, appelé Simon ; Eurion (Orion) aux pieds-plats ; Thôrus (?); Thorîsus (?); Zabdon; Zakron »

.